# ألبرتو أمارو كورونا
ألبرتو أمارو كورونا هو سياسي مكسيكي، ولد في 8 أبريل 1963 في ولاية تلاكسكالا في المكسيك. نشط حزبياً في حزب الثورة الديمقراطية. وقد انتخب عضو مجلس النواب المكسيك ‏.